# Frenchie Shore
Френчи Шор — французский реалити-сериал, транслируемый на телеканалах MTV France и Paramount+. Премьера состоялась 11 ноября 2023 года, это французское ответвление американского шоу Jersey Shore. Сериал рассказывает о повседневной жизни десяти соседей, которые живут вместе в течение нескольких недель-

## Производство
В феврале 2022 года Paramount Global объявила о новой линейке несписанных сериалов и продлениях для MTV Entertainment Studios, которая включала семь новых версий франшизы «Шор».
Первый сезон был подтверждён 12 октября 2023 г. Сериал снимался в доме в городе Кап-д’Агд в Эро, в департаменте Окситания, на юге Франции.

## В ролях
- Энцо
- Ирис
- Жюли Баша
- Кара
- Мелвин Пройкс
- Николя Фуйе
- Орьель
- Пепита
- Тео
- Тристан Жув